# ラーケーション
ラーケーションとは、「ラーニング」（学習）と「バケーション」（休暇）を組み合わせた造語（かばん語）で、余暇中に学ぶ行為を指す。ローマ字表記では「learcation」と綴るが、英語では「learcation」という単語がなく、「learning vacation」という。日本語ではラーケイションと表記されることもある。

## 概要
ラーケーションは休日に自己研鑽のために時間を割くことで、広義では自宅で読書することなども含まれる。しかし、実際には外出（旅行）することが前提で、出かけるにしても単なる物見遊山ではなく、見識を高めるなどの目的が伴うものとする。それは個人の趣味の領域に留まらず、そこで得た知識を仕事に活かすビジネスアクションラーニングなどへも応用される。但し、最初から業務の一環として扱われるワーケーションとは区別される。

## 環境条件
ラーケーションを行うためには、余暇を過ごす場所としてリゾート地のホテルや自然に囲まれた環境下での貸別荘・ペンション・古民家民宿といった解放的な宿泊滞在施設と、その周辺で見聞を広めることができる文化施設やコト消費の場がある必要がある。

## 実証例
観光庁も新しい観光の在り方として注目しており、2022年に募集した「第2のふるさとづくりプロジェクト」の実証事業に熊本県南阿蘇村が推進する「ラーケーション阿蘇　Learning Vacation Asoのファン構築事業」を選定した、
2023年(令和5年)には、愛知県で、日本で初めてラーケーションが学校に導入される。事前に届け出をすれば、「年3日」平日に学校を休むことができる。受けられなかった授業は自習で補完する。

## 派生
新型コロナウイルス感染症の流行で疲弊した観光業界がラーケーションを積極的に推進するため、「ラーニング・ツーリズム」として売り出し、行政が誘致に乗り出したり、旅行会社が移動のための交通手段を含めたパッケージツアーとして販売する。これらは文化観光拠点施設を中核とした地域における文化観光の推進に関する法律などが後押しとなっている。